# Notación de Forsyth-Edwards

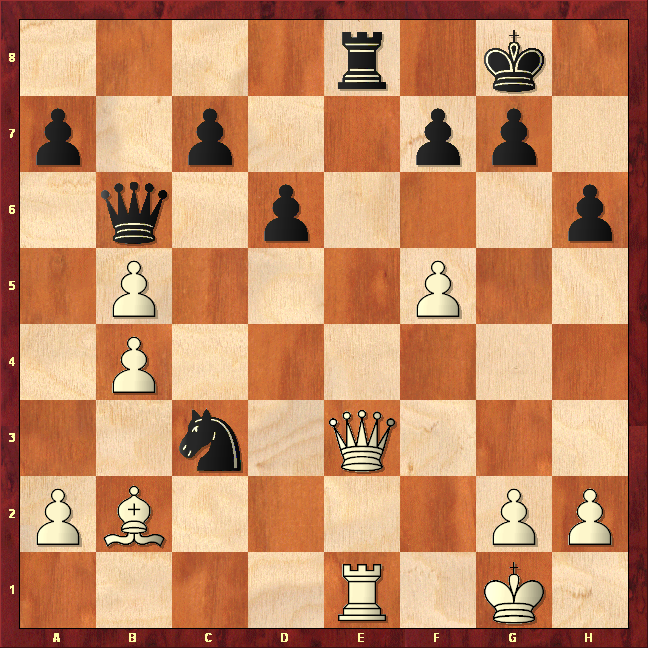
Esta posición representada en notación Forsyth-Edwards sería: 4t1r1/p1p2pp1/1d1p3p/1P3P2/1P6 /2c1D3/PA4PP/4T1R1/.

El sistema de notación Forsyth-Edwards (FEN) es un tipo de notación utilizado en ajedrez. Propuesto en 1883, a diferencia de los sistemas de notación para jugadas y partidas, este sistema se utiliza para anotar una posición.
Las normas básicas del sistema Forsyth-Edwards son:
- El tablero se lee de izquierda a derecha y de arriba abajo, empezando por la casilla a8.
- Las piezas blancas se nombran por su inicial en mayúsculas, y las piezas negras se nombran por su inicial en minúsculas
- La posición se indica a partir de la primera fila de las negras, escribiendo cada elemento de izquierda a derecha e incluyendo el número de casillas vacías
- Cada fila se separa de las demás mediante una barra (/)

Un ejemplo de esta notación es el de la posición del diagrama de la derecha, que en notación Forsyth-Edwards sería:
4t1r1/p1p2pp1/1d1p3p/1P3P2/1P6/2c1D3/PA4PP/4T1R1/
Cada una de las ocho filas, separadas por una diagonal (/) y comenzando por la primera fila de las negras, está descrita según las piezas o casillas vacías existentes. Por ejemplo, la fila superior de la posición del ejemplo se representa como "4t1r1", lo que significa que hay cuatro casillas vacías (4), una torre negra (t), una casilla vacía (1), el rey negro (r) y una casilla vacía (1).
En los torneos, con este sistema solían anotarse las posiciones de las partidas aplazadas, o cuando se someten a una impugnación. Usualmente suele haber indicaciones sobre el bando que tiene el turno o el resultado final.